# Charles Watson-Wentworth, 2. markis af Rockingham
Charles Watson-Wentworth, 2. markis af Rockingham KG PC (født 13. maj 1730, død 1. juli 1782) var en britisk Whig-politiker, der var premierminister to gange.

## Premierminister
Rockingham var premierminister i 1765–1766 og igen i marts–juli 1782. 
Rockingham støttede det amerikanske krav om uafhængighed. I april 1782 fik han Underhuset til at anbefale fredsforhandlinger, der skulle slutte den amerikanske uafhængighedskrig. Han døde imidlertid, inden at freden var sikret. Den foreløbige fredsaftale blev underskrevet fire måneder efter Rockinghams død, mens den endelige fredstraktat var klar 14 måneder efter hans død.  

## Parlamentariske poster
Rockingham var medlem af Overhuset fra 1750 til 1782, og var husets leder (leader) i 1765–1766 igen i marts–juli 1782. 